# Scoloplos cirratus
Scoloplos cirratus är en ringmaskart som först beskrevs av Ehlers 1897.  Scoloplos cirratus ingår i släktet Scoloplos och familjen Orbiniidae. Inga underarter finns listade i Catalogue of Life.